# David Henry Matthiesen
David Henry Matthiesen (Blue Island, Illinois, 1958. augusztus 31. –) amerikai tudós, űrhajós.

## Életpálya
1980-ban az University of Illinois (Urbana) keretében kerámia mérnöki oklevelet szerzett. 1988-ban a Massachusetts Institute of Technology (MIT) keretében doktorált (Ph.D.). 1993-tól a Case Western Reserve University (CWRU) Cleveland, Ohio tudósa, a Department of Materials Science and Engineering adjunktusa. Az Amerikai Egyesült Államok Légierejének GTE Laboratories/NASA közös program keretében kutatásvezető. Vizsgálta a gallium arzenidátmeneti növekedését súlytalanságban. Ez a kísérlet repült a Spacelab Life Sciences SLS-1, valamint az ATLAS–1 Get Away Special programban. A NASA kutatásvezetője a kristálynövesztő kemence (CGF) programban. A kísérlet első útja az USML–1 küldetésen, a második az USML–2 űrrepülőgépen volt.
1994. június 20-tól a Lyndon B. Johnson Űrközpontban részesült űrhajóskiképzésben. Kiképzett űrhajósként tagja volt az STS–73 támogató (tanácsadó, problémamegoldó) csapatának. Űrhajós pályafutását 1995. november 5-én fejezte be.

## Tartalék személyzet
STS–73 a Columbia űrrepülőgép Spacelab (USML–2) specialistája.